# Sobór Zaśnięcia Matki Bożej w Klużu-Napoce
Sobór Zaśnięcia Matki Bożej, Katedra Zaśnięcia Matki Bożej – prawosławny sobór katedralny w Klużu-Napoce, katedra metropolii Klużu, Marmaroszu i Sălaju Rumuńskiego Kościoła Prawosławnego.

## Historia
Świątynia została wzniesiona z inicjatywy biskupa Klużu Mikołaja. Projekt cerkwi został wybrany w drodze konkursu, w którym zwycięstwo odniósł plan przedstawiony przez architektów Gheorghe'a Cristinela i Constantina Pomponiu. Budowa soboru trwała od 1923 do 1933. Freski i inne elementy dekoracyjne we wnętrzu świątyni wykonali Anastase Demian, Catul Bogdan, Gheorghe Reussu oraz Alexandru Dimitriu.
Wzniesienie cerkwi miało znaczenie symboliczne, miało upamiętnić zjednoczenie Siedmiogrodu z pozostałymi ziemiami rumuńskimi w jednym państwie narodowym. Gotowy sobór poświęcił 5 listopada 1933 patriarcha rumuński Miron w asyście metropolity Siedmiogrodu Mikołaja oraz biskupa Klużu Mikołaja. W ceremonii brali udział król Rumunii Karol II, następca tronu Michał, członkowie rumuńskiego rządu.
Sobór w Klużu-Napoce łączy elementy regionalnej architektury sakralnej z wyraźnymi wpływami sztuki bizantyńskiej, m.in. główną kopułę obiektu zaprojektowano na wzór analogicznej konstrukcji w konstantynopolitańskiej świątyni Mądrości Bożej. Po bokach obszernej nawy cerkiewnej znajdują się balkony, natomiast nad wejściem – balkon przeznaczony dla chóru. Całość wspiera się na osiemnastu kolumnach. Świątynia posiada cztery wieże.
W 1973, w związku z nadaniem eparchii Kluż statusu archieparchii, budowla stała się katedrą arcybiskupią. Od 2006 jest katedrą archieparchii Vadu, Feleac i Klużu i równocześnie metropolii Klużu, Marmaroszu i Sălaju.